# Irreligión en Estados Unidos
El estudio de la irreligión engloba agnosticismo, ateísmo, deísmo, escepticismo, librepensamiento, humanismo secular, laicismo e incluso algunas formas de espiritualidades alternativas como el New Age. En Estados Unidos, la población que se inscribe en alguno de estos epígrafes es, según varias encuestas de entre 20 y 35 millones de personas.
Encuestas de identificación con alguna religión realizada en marzo de 2009, indicaba que el 15% de los estadounidenses, más de 45 millones declaran "no tener religión" (porcentaje que era del 8,2% en 1990), mientras 1,6 millones se autodefinen ateos (frente a 900.000 en 2001)
Muchos grupos que promueven la irreligión o se oponen a la fe religiosa como  Freedom From Religion Foundation, American Atheists, Camp Quest, o Rational Response Squad, han incrementado enormemente su número de miembros en los últimos años; también  el número de organizaciones estudiantiles laicas en los Colleges y Universidades se han incrementado durante la década 2000 a 2010.

## Demografía
Una encuesta de "Barna group" encuentra 20 millones de personas ateas, que no tienen fe religiosa o son agnósticas, 5 millones de las cuales se declaran abiertamente ateas.
El estudio encuentra que "tienden a ser personas más educadas, más acomodadas y más propensas a ser hombres y solteras que aquellas con fe activa" y "solamente el 6% de la población mayor de 60 años se declara sin fe y uno de cada cuatro personas entre 18 y 22 años declaran no tener ninguna fe".
Una encuesta de 2008 de Gallup que preguntaba:
"Which of the following statements comes closest to your belief about God: you believe in God, you don't believe in God but you do believe in a universal spirit or higher power, or you don't believe in either?"
(Cual de los siguientes estados se acerca más a tu creencia en dios: crees en dios, no crees en dios, pero si en un espíritu universal o poder sobrenatural o no crees en nada de eso?)
Mostraba que a nivel nacional el 78% creían en dios, el 15% en un espíritu universal o poder mayor, un 6% en ninguno de ellos y un 1% no estaba seguro.
La encuesta también mostraba diferencias regionales, con residentes en los estados del oeste respondiendo en un 59%, 29% y 10% respectivamente, mientras los habitantes del sur respondían en un 86%, 10% y 3%. Muchos de los estados occidentales han sido informalmente llamados  Unchurched Belt ("cinturón sin iglesia"), en contraste con el Bible Belt ("cinturón de la Biblia") de los estados sureños.
La encuesta de 2008 American Religious Identification Survey (ARIS) encontraba que mientras 34,8 millones de adultos (el 15,2%) se describían a sí mismos como "sin religión", casi el 90% de ellos respondían "ninguna" sin ninguna cualificación o adjetivo. Solamente 1,4 millones se declaraban positivamente ateos con 2 millones que se declaraban agnósticos

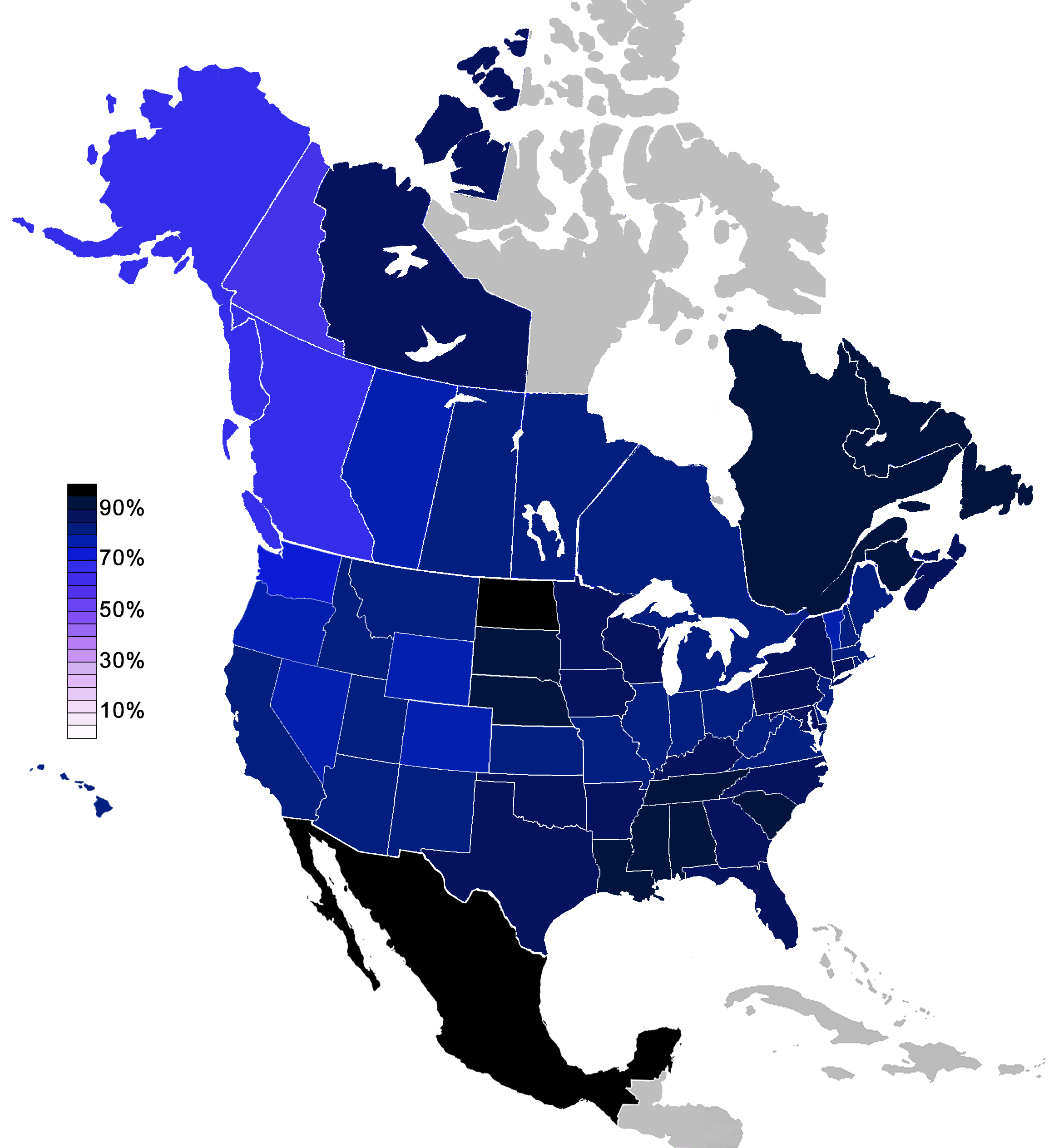
Porcentaje de población norteamericana que se identifica con una religión en oposición a los que no tienen religión (2001 US) (1991,98,99 CA).

El ranking de estados de Estados Unidos por porcentaje de población sin religión es:
| Pos. | Jurisdicción        | % No religiosos |
| ---- | ------------------- | --------------- |
| -    | Estados Unidos      | 15%             |
| 1    | Vermont             | 34%             |
| 2    | Nuevo Hampshire     | 29%             |
| 3    | Wyoming             | 28%             |
| 4    | Maine               | 25%             |
| 4    | Washington          | 25%             |
| 6    | Nevada              | 24%             |
| 6    | Oregón              | 24%             |
| 8    | Delaware            | 23%             |
| 8    | Idaho               | 23%             |
| 10   | Massachusetts       | 22%             |
| 11   | Colorado            | 21%             |
| 11   | Montana             | 21%             |
| 13   | Rhode Island        | 19%             |
| 14   | California          | 18%             |
| 14   | Washington D. C.    | 18%             |
| 16   | Arizona             | 17%             |
| 16   | Nebraska            | 17%             |
| 16   | Ohio                | 17%             |
| 19   | Míchigan            | 16%             |
| 19   | Nuevo México        | 16%             |
| 21   | Indiana             | 15%             |
| 21   | Iowa                | 15%             |
| 21   | Nueva Jersey        | 15%             |
| 21   | Pensilvania         | 15%             |
| 21   | Virginia            | 15%             |
| 21   | Virginia Occidental | 15%             |
| 21   | Wisconsin           | 15%             |
| 28   | Connecticut         | 14%             |
| 28   | Florida             | 14%             |
| 28   | Misuri              | 14%             |
| 31   | Nueva York          | 14%             |
| 31   | Utah                | 14%             |
| 33   | Illinois            | 13%             |
| 33   | Kentucky            | 13%             |
| 33   | Maryland            | 13%             |
| 36   | Minnesota           | 12%             |
| 36   | Dakota del Sur      | 12%             |
| 36   | Texas               | 12%             |
| 39   | Alabama             | 11%             |
| 39   | Kansas              | 11%             |
| 39   | Oklahoma            | 11%             |
| 42   | Carolina del Norte  | 10%             |
| 42   | Carolina del Sur    | 10%             |
| 44   | Georgia             | 9%              |
| 44   | Tennessee           | 9%              |
| 46   | Arkansas            | 8%              |
| 46   | Luisiana            | 8%              |
| 48   | Dakota del Norte    | 7%              |
| 49   | Misisipi            | 5%              |

## Estudios sobre la irreligión
Un completo estudio del profesor Robert Putnam, de la Universidad de Harvard, encontró que los estadounidenses religiosos son tres a cuatro veces más propensos que sus contrapartes no religiosas a "trabajar en proyectos de la comunidad, pertenecen a las asociaciones de voluntarios, asistir a las reuniones públicas, votar en las elecciones locales, asistir a las manifestaciones de protesta y la política mítines, y donar tiempo y dinero a causas - incluyendo las seculares" No obstante, el estudio encontró que las personas religiosas son menos tolerantes a la libertad de expresión y la disidencia que las personas no religiosas.